# Dixoniella
Dixoniella J.L. Scott, S.T. Broadwater, B.D. Saunders, J.P. Thomas & P.W. Gabrielson, 1992 é o nome botânico de um gênero de algas vermelhas unicelulares da família Rhodellaceae.

## Espécies
Apresenta uma única espécie:
- Dixoniella grisea (Geitler) J.L. Scott, S.T. Broadwater, B.D. Saunders, J.P. Thomas & P.W. Gabrielson 1992

= Porphyridium griseum Geitler 1970
= Rhodella reticulata Deason, G.L Butler & C. Rhyne 1983
= Rhodella grisea (Geitler) J. Fresnel, C. Billard, F. Hindák & B. Pekárková 1983